# Ichneutica disjungens
Ichneutica disjungens là một loài bướm đêm trong họ Noctuidae.